# Hans Åkerhielm
Hans Gustaf Åkerhielm, född 4 juli 1908 i Karlskrona amiralitetsförsamling i Blekinge län, död 24 juli 2003 i Oscars församling i Stockholms län, var en svensk friherre och präst.

## Biografi
Hans Åkerhielm avlade filosofie kandidat-examen vid Stockholms högskola 1933 och teologie kandidat-examen vid Uppsala universitet 1936, varpå han avlade teologie licentiat-examen där 1946. Han tjänstgjorde i Hedvig Eleonora församling 1938–1977: som kyrkoadjunkt 1938–1953, som komminister 1953–1964 och som kyrkoherde och kontraktsprost 1964–1977. Åren 1949–1987 var han dessutom verksam i hovförsamlingen: som extra ordinarie hovpredikant 1949–1968, som hovpredikant från 1968, som pastor i församlingen 1968–1983 och som över hovpredikant 1974–1987. Tillsammans med prinsessan Christina utformade Åkerhielm Hovförsamlingens nuvarande organisation och struktur. Under sin tid vid Hovförsamlingen sammanställde Åkerhielm Victorias bönbok som utgavs första gången 1979.
Han blev reservofficer vid Svea livgarde 1934, var militärpastor från 1939 och tjänstgjorde som fältpräst hos Svenska frivilligkåren under vinterkriget och fortsättningskriget 1940 och 1941. Han var fältprost 1959–1976 och var från 1942 till sin död 2003 knuten till Krigsskolan på Karlbergs slott: som slottspastor 1942–1988 och som slottsprost på livstid från 1988.
Hans Åkerhielm invaldes som ledamot av Kungliga Krigsvetenskapsakademien 1972. Han var även vice ordförande i Svenska Bibelsällskapet.[källa behövs]
Hans Åkerhielm var son till Ludvig Åkerhielm af Blombacka och Elsa Dahl. Han var gift två gånger: först från 1933 med Mosin Tiselius (1911–1995) och därefter från 1996 med Anita Beckman (1933–2008). Hans Åkerhielm och hans andra hustru är begravda på Galärvarvskyrkogården i Stockholm.